# Syndrome de Gilbert
 Mise en garde médicale
Le syndrome de Gilbert (appelé aussi maladie de Gilbert) est une anomalie génétique du métabolisme de la bilirubine entraînant une augmentation de son taux dans le sang (hyperbilirubinémie). Le seul symptôme est un ictère variable qui peut être favorisé par plusieurs circonstances comme la fatigue, le stress, le jeûne ou une infection. Ce syndrome, qui doit être différencié des autres causes d'ictère, est bénin et ne conduit pas à des risques graves.

## Synonymes
- Hyperbilirubinémie type 1
- Cholémie familiale
- Morbus Meulengracht (d'après le chercheur danois Jens Einar Meulengracht)[Note 1].
- Dysfonctionnement hépatique constitutionnel
- Jaunisse familiale non hémolytique
- Syndrome de Gilbert-Lereboullet
- Bilirubinémie bénigne non-conjuguée.

## Histoire
Le syndrome s'associe à la déficience de l'enzyme glucuronyltransférase. Il a été décrit pour la première fois par le gastro-entérologue français Augustin Nicolas Gilbert et ses collaborateurs en 1901,.

## Épidémiologie
La maladie de Gilbert est une affection fréquente qui se retrouve dans environ 6 % de la population occidentale, sans prédominance sexuelle. En revanche, une faible proportion est symptomatique. Cela est dû au fait que l’ictère n’apparaît que si s’ajoute un autre facteur — généralement une hyperhémolyse — à la diminution d’activité enzymatique propre à la maladie de Gilbert.

## Cause

### Génétique
La cause est une diminution d'origine génétique de 20 à 30 % de l’activité d’une enzyme hépatique, la bilirubine glucuronosyltransférase (ou uridine 5'-diphospho-glucuronosyltransferase 1-1 ou UGT1A1),. Cette enzyme permet la transformation de la bilirubine non conjuguée en bilirubine conjuguée permettant son élimination. En cas de maladie de Gilbert, la destruction naturelle des hématies (hémolyse) entraîne la formation de bilirubine non conjuguée qui va s'accumuler, provoquer les symptômes de « jaunisse » (ictère).
Le syndrome est généralement à transmission autosomique récessive (et non pas dominant comme il était pensé antérieurement), mais des cas de mutations hétérozygotes (un seul allèle muté cause la maladie) ont été mis en évidence,.
Plusieurs mutations peuvent être à l'origine de ce syndrome mais deux types sont principalement trouvés.
Premièrement, la maladie de Gilbert peut être causée par une expansion nucléotidique du promoteur du fait de l'insertion d'un dinucléotide composé d'une thymine et d'une adénine dans la boîte TATA du gène UGT1A1 (A(TA)7TAA au lieu de A(TA)6TAA chez le sujet sain), tandis que la séquence codante du gène est normale. La présence de l'allèle A(TA)7TAA est nécessaire mais non suffisante pour le développement d'un ictère. D’autres facteurs sont nécessaires à l’expression clinique de la maladie de Gilbert : une hyperhémolyse (destruction anormalement élevée des globules rouges), une dysérythropoïèse mineure (anomalie de la maturation des globules rouges) ou un défaut de captation de la bilirubine par l’hépatocyte. Cette mutation est en majorité trouvée en Europe et aux États-Unis, mais est très rare en Asie. Dans cette dernière région, une cause moléculaire différente est observée. En effet, la maladie de Gilbert en Asie est provoquée par une mutation au sein de la séquence codante du gène, dans l'exon 1 : une substitution d'une glycine par une arginine au codon 71. Il est possible que cette mutation soit à l'origine de l'ictère néonatal à bilirubine non conjuguée prolongé qui serait donc, selon certaines théories, un signe précoce de la maladie de Gilbert.
Ces mutations sont des polymorphismes non pathogènes ; c’est pourquoi le terme « maladie de Gilbert » est parfois considéré comme impropre.

### Facteurs favorisants
Chez les enfants et chez les adultes, les périodes d'ictère sont souvent déclenchées par un jeûne, un état infectieux, une déshydratation, un stress, un état de fatigue important ou un exercice physique intense.
Certains médicaments inhibent l'UDP-glycuronosyltransférase, majorant le risque de survenue d'ictère : l'atazanavir et l'indinavir (deux molécules utilisées dans le traitement du SIDA), le gemfibrozil (un hypocholestérolémiant).

## Signes et symptômes

### Signes biologiques
L'examen sanguin retrouve une augmentation de la bilirubine non-conjuguée.

### Ictère
Le seul symptôme est l’ictère, principalement des conjonctives ; en dehors de cela, l’examen clinique est normal. Souvent, l'ictère passe inaperçu et c'est une prise de sang qui révèle le syndrome.
L'ictère est dû à un niveau élevé de bilirubine non conjuguée dans le sang, qui se situe entre 20  et   60 µmol·L-1. Le taux de bilirubine conjuguée est normal ou peu élevé. Le foie fonctionne normalement par ailleurs. Le reste du bilan hépatique (transaminases, phosphatases alcalines…) est normal. Il n'existe par ailleurs pas d'argument pour une hémolyse (autre cause d'augmentation de la bilirubine non conjuguée) : l'absence d'anémie et une haptoglobine normale.
Des tests de provocation existent (jeûne, test au phénobarbital) mais leurs résultats ne sont pas spécifiques et ils sont peu employés,. En règle générale, aucune autre investigation n'est nécessaire. Un diagnostic par identification de la mutation est possible. Il n’est qu’exceptionnellement justifié.

### Autres symptômes
Les autres symptômes peuvent comporter des nausées, des douleurs abdominales modérées ou une asthénie.

## Évolution et conséquences
Au total, il s'agit d'une maladie bénigne dans la très grande majorité des cas, sans conséquence à long terme.
En cas de surdosage en paracétamol, médicament antalgique, il existe un risque théorique de toxicité accrue du fait du syndrome de Gilbert. En effet, le paracétamol est métabolisé par l'UDP-glucuronyltransférase, qui est déficitaire chez les patients porteurs du syndrome. À des doses usuelles, aucune toxicité n'a été démontrée.

## Diagnostic différentiel
Le diagnostic différentiel est celui des hyperbilirubinémies libres (bilirubine non conjuguée ou indirecte) isolées. Il s'agit essentiellement des hémolyses importantes.
Un cas rare est la maladie de Crigler-Najjar dont l'ictère apparaît dès la naissance ou tôt dans l'enfance.

## Traitement
Le syndrome de Gilbert ne nécessite pas de traitement. Il est cependant possible d'éviter l'exposition aux situations favorisant la survenue d'un ictère chez les sujets atteints de ce syndrome, telles que la déshydratation et le jeûne.
Le traitement des symptômes associés peut être proposé, par exemple un antalgique pour les douleurs abdominales.